# Whitney Myers
Whitney Myers (Estados Unidos, 8 de septiembre de 1984) es una nadadora estadounidense retirada especializada en pruebas de estilo libre media distancia, donde consiguió ser campeona mundial en 2005 en los 4x200 metros estilo libre.

## Carrera deportiva
En el Campeonato Mundial de Natación de 2005 celebrado en Montreal ganó la medalla de oro en los relevos de 4x200 metros estilo libre, con un tiempo de 7:53.70 segundos que fue récord de los campeonatos, por delante de Australia (plata con 7:54.06 segundos) y China (bronce con 7:59.07 segundos).